# Collegiata della Santissima Trinità (Cetona)
La collegiata della Santissima Trinità si trova a Cetona.

## Storia
Sorta tra XII e XIII secolo, ebbe in origine una sola navata; quella laterale fu aggiunta nella seconda metà del XVI secolo.

## Descrizione
Sul fianco destro si aprono tre finestre di stile gotico; sotto la prima si nota il portale romanico murato. Il bel portale della facciata, con lunetta, fu inserito in epoca rinascimentale.
All'interno, alcuni affreschi del tardo Quattrocento, tra cui una "Madonna Assunta", attribuita al Pinturicchio, e una Madonna col Bambino e un santo di anonimo artista umbro - laziale. Da segnalare anche alcune tele sei - settecentesche, tra le quali un San Carlo Borromeo e una Madonna con santi.
Presso il fonte battesimale è un affresco cinquecentesco con Santa Caterina d'Alessandria e sant'Antonio abate.